# Krystyna Załuska

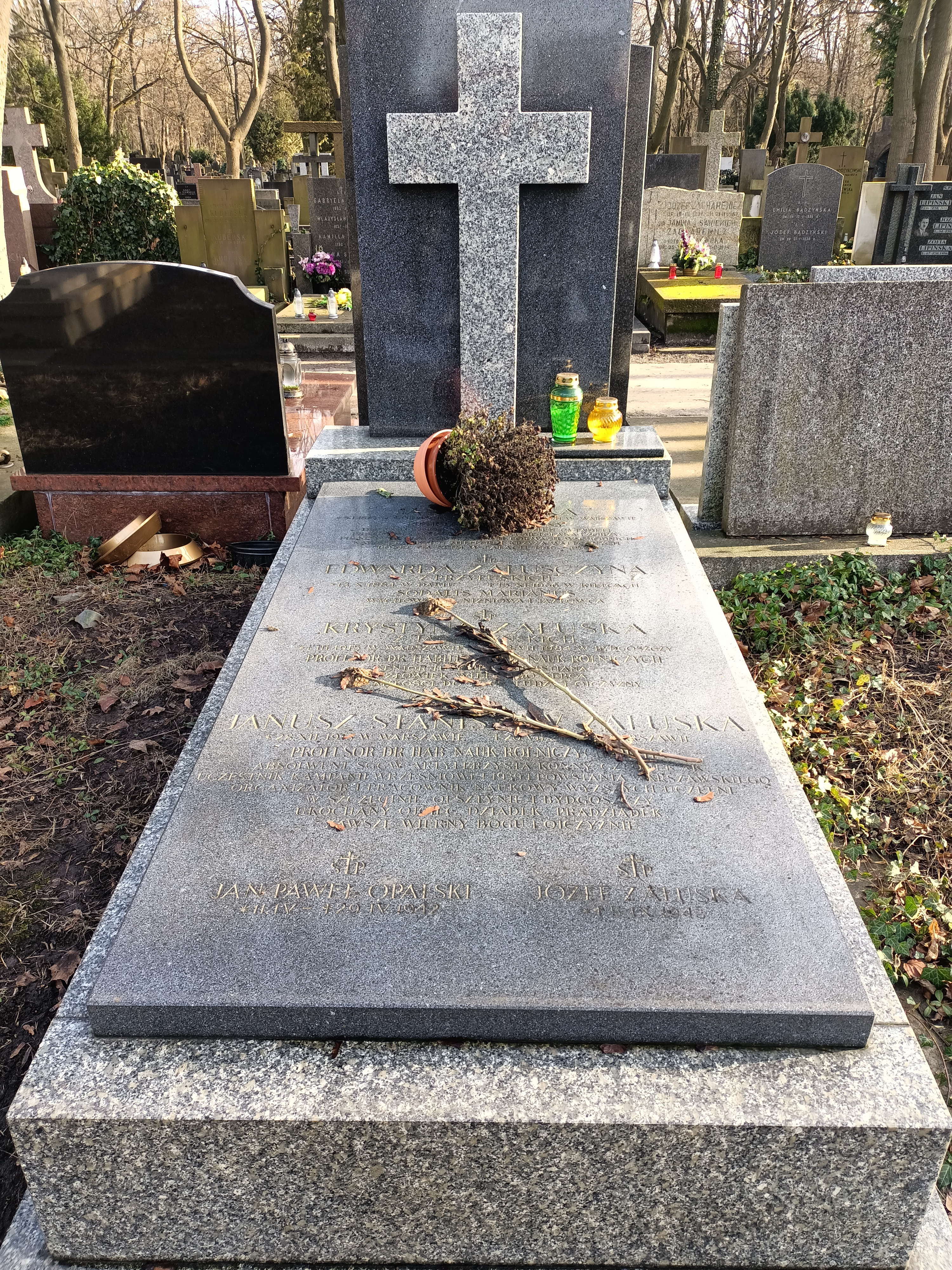
Grób Krystyny i Tadeusza Załuskich na Cmentarzu Powązkowskim

Krystyna Załuska (ur. w 1915, zm. 23 lipca 1984) – polska zootechnik, prof. dr hab. nauk rolniczych.

## Życiorys
Urodziła się w 1915. Uzyskała stopień doktora habilitowanego w zakresie nauk rolniczych, a potem otrzymała nominację profesorską. Była członkinią w Zarządzie Głównym PTZ w Warszawie i przewodniczącą założonego przez siebie Bydgoskiego Koła Polskiego Towarzystwa Zootechnicznego. Zmarła 23 lipca 1984, a jej pogrzeb odbył się na cmentarzu Powązkowskim w Warszawie (kwatera 299b-2-18).

## Życie prywatne
Jej mężem był Janusz Załuska z którym miała czworo dzieci.

## Wybrane nagrody i odznaczenia
- Nagroda Rektora (wielokrotnie)[3]
- Krzyż Kawalerski Orderu Odrodzenia Polski[3]
- Członek Honorowy PTZ (pośmiertnie)[2]